# Нуова Клитернија (Кампобасо)
Нуова Клитернија је насеље у Италији у округу Кампобасо, региону Молизе.
Према процени из 2011. у насељу је живело 407 становника. Насеље се налази на надморској висини од 70 м.